# Walking a Changing Line
| Recensione              | Giudizio |
| ----------------------- | -------- |
| AllMusic                |          |
| Dizionario del Pop-Rock |          |
| 24.000 dischi           |          |

Walking a Changing Line è un album di Ian Matthews, pubblicato dall'etichetta discografica Windham Hill Records nel 1988.

## Tracce

### LP
Lato A
Testi e musiche di Jules Shear, eccetto dove indicato.
1. Dream Sequence – 1:59 (Fred Simon)
2. Standing Still – 6:00
3. Except for a Tear – 4:46
4. Following Every Finger – 3:52
5. Alive Alone – 5:14

Lato B
Testi e musiche di Jules Shear.
1. On Squirrel Hill – 3:16
2. Shadows Break – 6:19
3. This Fabrication – 4:38
4. Lovers by Rote – 3:31
5. Only a Motion – 3:23

### CD
Edizione CD, pubblicato nel 1988 dalla Windham Hill Records (371070-2)
Testi e musiche di Jules Shear, eccetto dove indicato.
1. Dream Sequence – 1:59 (Fred Simon)
2. Standing Still – 6:00
3. Except for a Tear – 4:46
4. Following Every Finger – 3:52
5. Alive Alone – 5:14
6. Smell of Home – 3:32
7. On Squirrel Hill – 3:16
8. Shadows Break – 6:19
9. This Fabrication – 4:38
10. Lovers by Rote – 3:31
11. Only a Motion – 3:23
12. Why Fight – 3:12

## Musicisti
- Ian Matthews – voce solista, cori, chitarra, arrangiamenti (basi musicali e vocali)
- Mark Hallman – chitarra, cori, arrangiamenti (basi musicali e vocali)
- Mark Hallman – basso (Except for a Tear)
- Mark Hallman – Yamaha DX-7 e Roland Juno 106, arrangiamenti (Following Every Finger)
- Fred Simon – strumenti vari (Dream Sequence)
- Fred Simon – Roland D 50, Yamaha DX 7 e Yamaha TX 7, arrangiamenti (Standing Still e This Fabrication)
- Fred Simon – composizione preludio di This Fabrication
- Osamu Kitajima – Roland D-50, koto (Except for a Tear)
- Paul Hertzog – Oberheim OB8, Mirage Ensoniq e Roland D-50, arrangiamenti, composizione preludio (Alive Alone)
- Eliza Gilkyson – armonie vocali (Alive Alone)
- Patrick O'Hearn – PPG Wave, Oberheim Expander e Akai S-900, arrangiamenti (Shadows Break e Lovers by Rote)
- Patrick O'Hearn – basso (Lovers by Rote)
- Van Dyke Parks – sintetizzatori, arrangiamenti, pianoforte (Only a Motion)
- Ray Neapolitan – basso acustico (Only a Motion)
- Greg Bartheld – programming tastiere (Only a Motion)

Note aggiuntive
- Mark Hallman e Ian Matthews – produttori
- Tutti i brani (eccetto: Only a Motion) registrati da Mark Hallman al Watchdog Studio di Venice, California
- Sovraincisioni parti vocali e acustiche registrati da Mark Hallman al The Hook di Studio City, California
- Brano Only a Motion, registrato da Paul Klingberg al Ignited Studio di Hollywood, California
- Mixaggio effettuato da James Tuttle, Mark Hallman e Ian Matthews al The Hook
- Editing digitale e montaggio effettuato da Stewart Whitmore e Ian Matthews al A&M Mastering Studios di Hollywood, California
- Mastering effettuato da Bernie Grundman al Bernie Grundman Mastering di Hollywood, California
- Annie Robinson – design[4]